# Lina Luna
Lina María Luna Rodríguez (Bogotá, 14 de julho de 1984) é uma atriz e cantora colombiana, conhecida por seu papel como Marcela Mejía na série juvenil Francisco el Matemático e por interpretar Kelly Rocha na série de comédia Casados con hijos (2004-2006). O seu álbum de estúdio homônimo de 2005, ganhou o Prêmio Grammy Latino de Melhor Álbum Infantil do Ano.

## Filmografia
- 1987 - Pequeños gigantes
- 1987 - Noti tuti cuanti
- 1990 - Imagínate
- 1994 - Vida de mi vida
- 1999 - Francisco el matemático
- 2002 - After Party[2]
- 2002 - Milagros de amor
- 2004 - Me amarás bajo la lluvia
- 2004 - Casados con hijos
- 2007 - Mujeres asesinas
- 2008 - Cómplices[1]